# 江山娇与红旗漫
江山娇、红旗漫是中国共产主义青年团曾经於2020年2月17日14时经新浪微博账号“共青团中央”推出的一对虚拟主播，其名字均得自毛泽东诗词。由於时值2019冠状病毒病疫情等原因，该虚拟主播一经推出就饱受批评，最终在5小时后即宣布策划终结。

## 早期
共青团中央曾于2017年的“中国制造日”期间发布由闫光宇填词、并使用VOCALOID音源洛天依演唱的歌曲《天行健》，此为共青团中央首次使用虚拟形象进行宣传。2019年12月26日，江山娇和红旗漫于共青团中央“中国制造日”网络直播期间亮相。

## 事件经过
2020年2月17日14时，中国共产主义青年团在新浪微博的账号“共青团中央”发布消息，称共青团旗下的虚拟主播“江山娇与红旗漫”正式上线。其中，“江山娇”得名于毛泽东诗词《沁园春·雪》，为卡通長髮少女形象；“红旗漫”得名于毛泽东诗词《清平乐·六盘山》，为卡通少男形象；“江山娇”是“红旗漫”的姐姐。
该消息一经发布，立即引起中国大陆网民的热烈讨论。由于此举恰逢2019冠状病毒病疫情发作之时，一些网民表示无法相信政府会在国家危难期间推出这样的东西。绝大多数网民认为这一企划太娱乐化、饭圈化（粉絲族群），不严肃，并称“团员首先是公民，然后是组织成员，但绝不是粉丝”，获得了较多网民的赞同。5个小时后，“共青团中央”官方微博删除了有关“江山娇”与“红旗漫”的内容。

## 评论
香港中文大学助理新闻学教授方可成认为这一次宣传不会如在香港示威游行时期的“阿中哥”一样凝聚公众，因为“这一次是国内问题，已经有了不同的声音”，“在冠状病毒暴发一个多月后，政府的可信度和合法性正处于低谷”。
台湾清华大学社会学研究所副教授沈秀华接受媒体采访时发表评论：街道工作人员（中国大陆基层行政人员）、医护人员等各行各业的中国女性在生理需求无法得到满足的情况下不畏危险，维持日常工作抗击2019冠状病毒疫情，但官媒一方面不愿意把在这种有危险的情况下做的日常工作讲出来，另一方面宣扬街道工作人员、医护人员剃头、怀孕流产等事迹动员民众抵抗疫情。这是“江山娇”与“红旗漫”形象发布后导致大家愤怒的原因。